# 達科塔·芬妮
漢娜·達科塔·芬寧（1994年2月23日—），美國女演員，2000年以童星出道。達科塔的成名作是2001年的《他不笨，他是我爸爸》、2005年的《世界大战》、《捉迷藏》和2006年的《夏綠蒂的網》。達科塔亦是美國演員工會獎最年輕的提名者之一。
其胞妹艾兒亦是知名女演員。

## 早年生活
達科塔·芬妮生於喬治亞州康佑斯，母親是職業網球選手裘依（Joy。閨姓阿靈頓，Arrington），父親是史帝夫·芬妮（Steve J. Fanning），曾在聖路易紅雀隊小聯盟打球，現在則是洛杉磯電子業的銷售員。她的外公瑞克·阿靈頓（Rick Arrington）是一名足球球員，而她的阿姨吉兒·阿靈頓（Jill Arrington）是ESPN的播報員。達科塔·芬妮的妹妹艾兒（Elle Fanning）亦同樣是一名演員。芬妮的母親想將她取名為「Hannah」，而她的父親則想替他取名為「Dakota」，最後兩個都有使用，而她在朋友與家庭之間總是用「Dakota」這個名字。芬妮擁有一半德國血統，而她的姓氏的來源則是愛爾蘭。芬妮與其家庭的信仰是浸信宗（Baptists），她與家人都是美南浸信會的成員。

## 職業生涯

### 1999-2003
芬妮在五歲時和傳奇音樂家雷·查爾斯共同為州立樂透演出電視廣告，也被《Tide》（洗潔產品公司）選中演出廣告。她第一個關鍵性的演出工作是在NBC黃金時段的戲劇《急診室的春天》中的客串演出，而此角色現在仍是她最喜歡的角色－「我演出一個遇到車禍的白血病患者，當我進行此工作時，我必須要整整兩天戴著頸環與鼻管。」
芬妮隨後也數次擔任固定電視影集的客串演出工作，包含了《CSI犯罪現場》、《六人行》、《The Practice》、《Spin City》與《Malcolm in the Middle》，她也在《艾莉的異想世界》（Ally McBeal）與《Ellen Show》（由艾倫·狄珍妮主持）中，演出小女孩的重要角色。在2001年芬妮被選中在電影《他不笨，他是我爸爸》中與西恩·潘演出對手戲，這個故事是描寫一個心智不全的男人爭取其女兒監護權的故事。
這個角色，因為其出色的配角演出，使得芬妮成為獲得影視演員協會獎項提名紀錄中最年輕的演員（在2002年，8歲）。當她贏得了廣播影評人協會所頒發的最佳年輕演員獎項時，她因為個子太小而碰不到麥克風，因此頒獎人奧蘭多·布魯還一直抱著她讓她發表自己的得獎感言。
在2002年，導演史蒂芬·史匹伯選角選中芬妮，演出小品科幻電影《Taken》中的童星主角《Allison "Allie" Clarke/Keys 》的角色。在此同時，她獲得電影評論的注意獲得許多正面評價，其中包含了華盛頓郵報的影評人湯姆·薛爾斯（Tom Shales），他在評論中對芬妮寫下了：「她擁有脫俗的完美的外型，達到讓人著迷的年輕女演員的條件……擁有極佳的條件。」
在同一年，芬妮在三部影片中現身：在電影《步步危機》中，飾演一位和綁架者討價還價鬥智的綁票受害者；在電影《美麗蹺家人》演出瑞絲·薇斯朋的童年時代，在電影《Hansel and Gretel》中演出凱蒂的角色。
芬妮在2003年出版的兩部電影中演出更重要的角色：在電影《槓上富家女》中，演出女主角布蘭妮·墨菲擔任的不成熟保姆角色，所照顧的一位易怒的孩子；在電影《魔法靈貓》中演出莎莉一角。她在2003年11月10日於傑·雷諾的節目《The Tonight Show》中現身，於本節目中她表示她和自己的妹妹共用一個房間，並且描述了在電影《魔法靈貓》中合演的影星麥克·邁爾斯「非常有趣」。
在此期間芬妮擔任了四部動畫片的配音工作：在《龍貓》中演出英文版的草壁皋月角色，在迪士尼 頻道系列節目《Kim Possible》中演出金·帕斯柏（Kim Possible）的角色，在福斯電視公司的連續劇《Family Guy》中飾演一位小女孩的角色，在卡通頻道的節目《Justice League》中演出年輕的神奇女孩角色。

### 2004-2007
在2004年，芬妮出現在電影《火線救援》中演出珮塔這個角色，此角色是個九歲的女孩，在長期的相處之後，贏得了由丹佐·華盛頓所扮演的退休保鏢之心，丹佐·華盛頓是受雇保護這個女孩免於被綁架的危機。羅傑·艾伯特這麼寫道芬妮：「是一位僅十歲的專業人士，並創造了一個贏得人心的角色。」
電影《捉迷藏》，是她在2005年第一部發行的作品，在此劇中她與勞勃·狄尼洛演出對手戲，影評恰克（Chuck）說 ：「這會是美好的實力相當的對戲—如果這位童星芬妮挑戰大師狄尼洛玩一場看正眼的遊戲，那這位傳奇大師應該是會先眨眼睛的那個。」芬妮在直接發行錄影帶的電影《Lilo & Stitch 2: Stitch Has a Glitch》中配音演出萊洛（Lilo）的角色。她也參與了羅德里哥·賈西亞（Rodrigo Garcia）在2005年發行的電影中參與部分演出，此劇中她與女演員葛倫·克羅絲共演出一段九分鐘未分鏡的段落，葛倫·克羅絲讚賞芬妮說：「她絕對擁有一個老靈魂，她就是那種具有天賦並且空前絕後的人。」
在電影《世界大戰》中，導演史蒂芬·史匹柏讚美她的表演功力：「她所做的在現實狀況中也能有所反應」。在2004年1月底芬妮完成了電影《夢想奔馳》的拍攝（與寇特·羅素演出對手戲。寇特·羅素表示他對於在此片中合演演員的表現，感到十分驚訝（當然是指芬妮）。54歲的羅素在此片中飾演芬妮的父親，他說芬妮是他在演藝生涯中共事過最棒的女演員，而她對於她的演技和圓融的態度感到驚訝不已。羅素還說：「我和你保證，達科塔是我全部的演員生涯中遇見過最棒的女演員。」在劇中扮演其祖父的克里斯·克里斯多佛森說她就像是比提·戴維斯的轉世。
當進行電影《夢想奔馳》的宣傳活動時，芬妮在一個特殊的典禮中成為了美國女童軍的註冊會員，女童軍《San Fernando Valley》會議透過影片進行審查工作，芬妮並非是和一群人一同選拔的，而是註冊成為了女童軍給予獨立註冊的女童軍的頭銜。
她接著隨即加入電影《世界大戰》的拍攝團隊中，與湯姆·克魯斯一同領銜演出，而電影發行的次序反而顛倒過來（世界大戰是在2005年6月發行，而《夢想奔馳》是其後在十月發行），兩部影片都在影評上取得成功，世界大戰的導演史蒂芬·史匹柏稱讚她說：「她是如此快速的能夠有次序的瞭解整個狀況，她是如此快速的可以衡量整個局勢、估計其狀況且可以在真實狀態中做出反應。」
當世界大戰完成電影拍攝之後，芬妮沒有休息即快速的轉移到下部影片《夏綠蒂的網》的拍攝工作，而她在2005年5月在澳洲完成此片的拍攝工作。此片在2006年12月15日發行，《夏綠蒂的網》獲得了一些實在又溫暖的好評：製作人喬丹·克納（Jordan Kerner）說：「當她被《世界大戰》困住的時候，我們最後必須要去尋找其她的年輕女星來演出，但她們都無一處能與她相比。」芬妮也同時擔任電影《第十四道門》的配音工作，此片計畫在2008年的期間發行。
在2006年夏季過後，芬妮為拍攝影片《Hounddog》，此片是描寫一位在南方農村，撰寫黑暗故事、暴力與諂媚埃爾維斯·皮禮士利（貓王）的記者，經紀人注意到此劇本對於芬妮成為女演員來說，是個極佳的挑戰。芬妮的父母曾因允許她演出一個被強姦的角色而受到批評，芬妮說那是一次的「攻擊」，且不是真實發生的事件，她和路透社說道：「那是一部電影，而那被稱為是演戲。」導演黛博拉·坎梅爾在2007年1月的首映中對此爭論提出說法：「哪些假想的污蔑只是為了在此片中能否定她的天份。」
2007年3月到4月間，芬妮拍攝《Winged Creatures》，該片與凱特·貝琴薩、蓋·皮爾斯、喬許·哈卻森、佛瑞斯特·惠塔克合作。芬妮飾演一個目擊父親行兇的女孩安·海根（Anne Hagen）。
2007年7月，芬妮用三天的時間拍攝短片《Cutlass》，該片由凱特·韓德森執導，改編自雜誌觀眾的散文。2007年9月至12月間，芬妮在香港拍攝《Push》，飾演一個13歲的有預言能力的女孩。

### 2008至今
2008年1月，芬妮參與了改編自蘇·夢·奇德（Sue Monk Kidd）的同名小說的電影《蜂蜜罐上的聖瑪利》的演出。2014年8月6日，宣布芬妮加入伊旺·麥奎格自導自演的《美國心風暴》演出。電影於2016年10月推出。
2014年2月，她為動畫電影《金翅雀》中的迪芙一角配音。
2015年，證實，她和將加入西部驚悚片《走過煉獄的女人》劇組。2015年6月，《好萊塢報導》證實，她與基特·哈靈頓取代了蜜雅·娃絲柯思卡和羅伯特·帕丁森主演本片。電影於2015年6月15日在羅馬尼亞、西班牙和德國開拍。
2016年7月，宣布，芬妮將主演克絲汀·鄧斯特執導的《The Bell Jar》，該片改編自希薇亞·普拉斯的1963年小說《瓶中美人》，且為鄧斯特的導演處女作，電影於2017年開拍。2017年初，她加入由凯瑞·福永主創的電視劇《沉默的天使》的演出，該劇定於2018年播出。2018年6月，芬妮加入昆汀·塔倫提諾執導的《從前，有個好萊塢》之演出，在片中飾演琳奈·佛羅默。

## 私人生活
芬妮熱衷閱讀，而編織、游泳、鋼琴、小提琴、芭蕾與騎馬也同樣是她的喜好。芬妮也戴著牙齒矯正器與上顎擴展器。芬妮和她妹妹艾兒·芬妮都是傳統金屬樂的超級樂迷。
2006年，她受邀參加美國電影藝術與科學學院盛宴，以12歲的年紀成為最年輕的參與者。

## 作品列表

### 電影

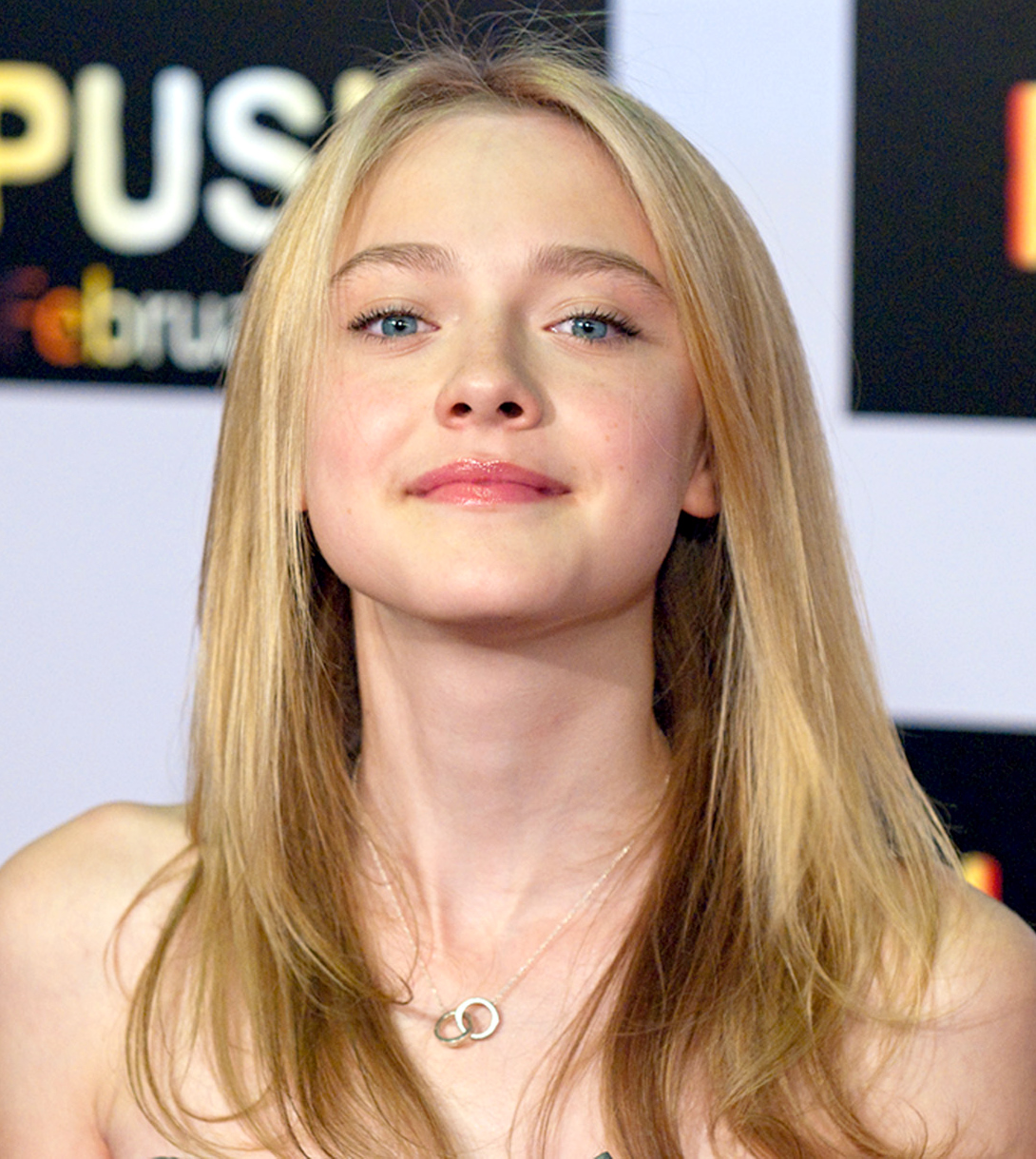
芬妮於2009年

| 年度   | 片名                              | 角色               | 備註               |
| ------ | --------------------------------- | ------------------ | ------------------ |
| 2001年 | 《Father Xmas》                   | 克萊兒             | 20分鐘短片         |
| 2001年 | 《不一樣的爸爸》                  | 露西·戴蒙·道森     | 與其妹艾丽共飾一角 |
| 2002年 | 《Taken》                         | 艾莉森·克拉克      |                    |
| 2002年 | 《步步危機》                      | 艾碧嘉·珍寧        |                    |
| 2002年 | 《美麗蹺家人》                    | 梅蘭妮（兒童時期） |                    |
| 2002年 | 《Hansel and Gretel》             | 凱蒂               |                    |
| 2003年 | 《槓上富家女》                    | 蕾·史蘭妮          |                    |
| 2003年 | 《魔法靈貓》                      | 莎莉               |                    |
| 2003年 | 《Kim Possible: A Sitch in Time》 | 金                 | 配音               |
| 2004年 | 《火線救援》                      | 珮塔·雷默          |                    |
| 2004年 | 《龍貓》                          | 草壁皋月           | 英語版配音         |
| 2004年 | 《不真实的国度》                  | 旁白               |                    |
| 2005年 | 《捉迷藏》                        | 艾蜜莉·卡拉威      |                    |
| 2005年 | 《世界大戰》                      | 瑞秋·費雷爾        |                    |
| 2005年 | 《星際寶貝2：史迪奇有問題》       | 莉蘿               |                    |
| 2005年 | 《夢想奔馳》                      | 凱爾·克蘭          |                    |
| 2005年 | 《九條命》                        | 瑪莉亞             |                    |
| 2006年 | 《夏綠蒂的網》                    | 芬恩·亞拉伯        |                    |
| 2007年 | 《Hounddog》                      | 勒威洛             |                    |
| 2007年 | 《Cutlass》                       | 蕾西               | 短片               |
| 2008年 | 《第十四道門》                    | 柯拉林             | 配音               |
| 2008年 | 《Winged Creatures》              | 安·海根            |                    |
| 2008年 | 《蜂蜜罐上的聖瑪利》              | 麗莉·歐文斯        |                    |
| 2009年 | 《移動城市》                      | 凱西·荷姆斯        |                    |
| 2009年 | 《暮光之城2：新月》               | 珍                 |                    |
| 2010年 | 《翹家女聲》                      | 雀莉·柯里          |                    |
| 2010年 | 《暮光之城：蝕》                  | 珍                 |                    |
| 2012年 | 《吸血新世紀4：破曉傳奇下集》     | 珍                 |                    |
| 2012年 | 《愛正好》                        | 泰莎               |                    |
| 2013年 | 《夜幕行動》                      | 德娜·布勞爾        |                    |
| 2013年 | 《最後的羅賓漢》                  | 貝弗利·愛達拉德    |                    |
| 2014年 | 《好女孩》                        | 莉莉               |                    |
| 2014年 | 《艾菲·格蕾》                     | 艾菲·格蕾          |                    |
| 2014年 | 《失蹤秘聞》                      | 羅妮               |                    |
| 2014年 | 《金翅雀》                        | 迪芙               | 英語版配音         |
| 2015年 | 《法蘭尼》                        | 奧利維亞           |                    |
| 2016年 | 《走過煉獄的女人》                | 莉茲               |                    |
| 2016年 | 《美國心風暴》                    | 梅莉·黎沃夫        |                    |
| 2016年 | 《生死逃離》                      | Lily               | 短片               |
| 2017年 | 《合子异种》（Zygote）            | Barklay            | 短片               |
| 2017年 | 《溫蒂的幸福劇本》                | 溫蒂               |                    |
| 2018年 | 《瞞天過海：8面玲瓏》             | Penelope Stern     |                    |
| 2019年 | 《從前，有個好萊塢》              | 琳奈·佛羅默        |                    |
| 2019年 | 《腹中甜》                        | Lilly Abdal        |                    |
| 2020年 | 《維也納和鬼魂樂隊》              | Viena              |                    |
| 2023年 | 《私刑教育3》                     | Emma Collins       |                    |
| 2024年 | 《窺探者》                        | Mina / Lucy        |                    |

### 電視
| 年度        | 影集名                       | 角色          | 附註                                     |
| ----------- | ---------------------------- | ------------- | ---------------------------------------- |
| 2000年      | 《急診室的春天》             | 黛莉亞·夏德西 | 單集：〈The Fastest Year〉               |
| 2000年      | 《艾莉的異想世界》           | 艾莉（5歲）   | 單集：〈The Musical, Almost〉            |
| 2000年      | 《醫院女仁心》               | 艾迪的女孩    | 單集：〈Misconceptions〉                 |
| 2000年      | 《CSI犯罪現場》              | 布蘭妲·柯林斯 | 單集：〈Blood Drops〉                    |
| 2000年      | 《律師本色》                 | 艾莉莎·安裘   | 單集：〈The Deal〉                       |
| 2000年      | 《城市大贏家》               | 辛蒂          | 單集：〈Toy Story〉                      |
| 2001年      | 《左右做人難》               | 艾蜜莉        | 單集：〈New Neighbors〉                  |
| 2001年      | 《The Fighting Fitzgeralds》 | 瑪莉          | 試播集                                   |
| 2001年      | 《恶搞之家》                 | 小女孩        | 配音；單集：〈To Love and Die in Dixie〉 |
| 2001年      | 《艾倫愛說笑》               | 年輕愛倫      | 單集：〈Missing the Bus〉                |
| 2002年      | 《天劫》                     | 艾莉·凱斯     | 迷你劇                                   |
| 2004年      | 《正義聯盟無限版》           | 年輕女人      | 配音；單集：〈Kids' Stuff〉              |
| 2004年      | 《六人行》                   | 瑪肯琪        | 單集：〈The One with Princess Consuela〉 |
| 2018–2020年 | 《沉默的天使》               | 莎拉·霍華     | 主要演員                                 |
| 2019–2021年 | 《情報：鎖定》               | 米蘭達·沃斯   | 網路劇；配音                             |
| 2022年      | 《第一夫人》                 | 蘇珊·福特     | 主要演員                                 |
| 2024年      | 《雷普利》                   | 瑪吉·舍伍德   | 主要演員                                 |

## 獎項
- 兒童民選獎

2007年受歡迎電影女星 
- 土星獎

2006 最佳電影年輕演員－《世界大戰》
- 廣播影評人協會獎

2006 最佳年輕女演員－《世界大戰》
2002 最佳年輕演員－《他不笨，他是我爸爸》 
- Sierra獎

2005 最佳年輕演員－《世界大戰》 
2002 最佳年輕演員－《他不笨，他是我爸爸》
- 銅豹獎

2005 最佳女主角（與其他演出成員一同分享）－《九條命》
- MTV電影大獎

2005 最佳畏懼演出－《捉迷藏》 
- 金衛星獎特殊事蹟獎

2002 最佳天賦－《他不笨，他是我爸爸》
- 青年表演藝術家獎

2006 最佳改編自真人真事戲劇類電影女主角 
2002 最佳十歲以下女演員－《他不笨，他是我爸爸》

## 外部連結
- （英文） 達科塔·芬妮在互联网电影资料库（IMDb）上的資料（英文）
- 達科塔·芬妮的Instagram帳戶